# Heinzz Flottran
Heinzz Flottran, manchmal Heinz Flottran geschrieben (geb. 1965 in Weimar), ist ein deutscher Maler, Bildhauer und Grafiker in Weimar.

## Leben
Flottran absolvierte von 1981 bis 1983 eine Lehre zum Offsetdrucker. Von 1984 bis 1985 folgte Lehre zum Schriftsetzer. Danach war er von 1991 bis 1992 Einzelhändler in einem Spirituosenladen. Von 1993 bis 1999 folgte ein Kunststudium mit Diplomabschluss. Seit 2000 ist Flottran selbständig kunstschaffend. Er ist seit 2011 mit der Künstlerin Katrin Heesch verheiratet.

## Werk
Flottrans Werk spannt sich zwischen Kunst und Kunsthandwerk. Der Künstler malt und zeichnet insbesondere naturgetreue Porträts, oft Tiere, insbesondere Pferde und Hunde, Landschaften und Wandbilder. Zudem betätigt er sich als Schildermaler und fertigt Holzfiguren nach Auftrag, Mosaiken sowie Steinskulpturen. Sein Skulpturenwerk ist auch im öffentlichen Raum sichtbar. Flottran schuf unter anderem das Eselsdenkmal in Bronze in Kromsdorf bei Weimar.
Zwei seiner bekanntesten Werke sind die in den Jahren 2000 und 2001 am Kyffhäuser-Denkmal entstandenen Bodenbilder. Diese wurden als temporäre künstlerische Arbeiten unterhalb des Kyffhäuser-Denkmals in den Acker eingepflügt. Sie waren derzeit die größten Bodenbilder Europas und zogen 300.000 Besucher zum Kyffhäuser-Denkmal. Für einige Monate waren sie zu besichtigen. 
Seit etwa 2015 betätigt sich Flottran auch als Holzschnitzer, wobei er zum einen Auftragsarbeiten nach Wunsch herstellt und zum anderen auch Gebrauchsgegenstände aus Holz gestaltet. Für den Ahnepark im nördlich von Kassel gelegenen Vellmar schuf er ein hölzernes Riesenbonbon aus Eichenholz.
Weitere Aspekte seiner künstlerischen Arbeit sind das Vergolden, der Formguss und das Restaurieren alter Gemälde. Im Jahr 2021 schuf Flottran mehrere Gemäldekopien für das Neue Museum in Weimar. 